# Teodòrides
|  | Per a altres significats, vegeu «Teodòrides de Sició». |

Teodòrides de Siracusa, en llatí Theodoridas, en grec antic Θεοδωρίδας, fou un poeta líric i epigramàtic que es suposa que visqué al mateix temps que Euforió de Calcis, això és vers el 235 aC. Per una banda un dels epigrames de Teodòrides diu que Euforió està malalt, i per altra, Climent d'Alexandria cita un vers d'Euforió "en rèplica o resposta" a Teodòrides.
Va tenir un lloc a la Garlanda de Meleagre. A més dels divuit epigrames que se li atribueixen a l'Antologia grega, alguns dels quals és dubtós que siguin d'ell, escrigué un poema líric, Εἰς Ἔρωτα, un ditirambe titulat Κένταυροι, versos llicenciosos i altres poemes, dels que resten alguns fragments, però no els títols.